# Districtul Mae Charim
Mae Charim (în thailandeză แม่จริม) este un district (Amphoe) din provincia Nan, Thailanda, cu o populație de 15.553 de locuitori și o suprafață de 998,152 km².

## Componență
Districtul este subdivizat în 5 subdistricte (tambon), care sunt subdivizate în 38 de sate (muban).
| Nr. | Nume       | În thailandeză | Sate | Locuitori |  |
| --- | ---------- | -------------- | ---- | --------- |  |
| 2.  | Nong Daeng | หนองแดง        | 10   | 4,229     |  |
| 3.  | Mo Mueang  | หมอเมือง        | 6    | 2,450     |  |
| 4.  | Nam Phang  | น้ำพาง          | 10   | 4,914     |  |
| 5.  | Nam Pai    | น้ำปาย          | 6    | 2,001     |  |
| 6.  | Mae Charim | แม่จริม          | 6    | 2,200     |  |